# Magneuptychia gomezi
Espèce
Magneuptychia gomezi est une espèce d'insectes lépidoptères (papillons) de la famille des Nymphalidae, de la sous-famille des Satyrinae et du genre Magneuptychia.

## Systématique
L'espèce Magneuptychia gomezi a été initialement décrite en 1983 par Michael C. Singer (d), Philip James DeVries (d) et Paul R. Ehrlich sous le protonyme de Cissia gomezi,.

### Noms vernaculaires
Magneuptychia gomezi se nomme Gomez' Satyr en anglais.

## Description
Magneuptychia gomezi est un papillon gris beige à marron clair avec sur le dessus des taches peu visible à l'apex et proche de l'angle anal de l'aile postérieure.
Le revers est marqué de deux rayures cuivrées et d'une ligne submarginale d'ocelles dont ceux de l'apex de l'aile antérieure et ceux de l'apex et proches de l'angle anal de l'aile postérieure sont de gros ocelles noirs pupillés de blanc et cerclés de jaune clair.

## Biologie

### Plantes hôtes
Les plantes hôtes de sa chenille sont des graminées.

## Écologie et distribution
Magneuptychia gomezi est présent uniquement au Costa Rica.

### Biotope
Il réside sur la côte atlantique du Costa Rica.

### Protection
Pas de statut de protection particulier.

## Étymologie
Son épithète spécifique, gomezi, lui a été donnée en l'honneur de Luis Diego Gomez Pignaterio en remerciement de sa contribution à la connaissance de la flore et de la faune de cette région du Costa Rica.

## Publication originale
- (en) M. C. Singer, P. J. DeVries et P. R. Ehrlich, « The Cissia confusa species-group in Costa Rica and Trinidad (Lepidoptera: Satyrinae) », Zoological Journal of the Linnean Society, Linnean Society of London et OUP, vol. 79, no 2,‎ octobre 1983, p. 101-119 (ISSN 1096-3642 et 0024-4082, OCLC 01799617, DOI 10.1111/J.1096-3642.1983.TB01162.X, lire en ligne).